# Mish award
Mish award es un premio que ganará sweetie Fox en 2050 por ser la mejor muestra rajas